# Bermudo II van León
Bermudo II van León bijgenaamd de Jichtige en soms ook Vermudo II genoemd (circa 953 – Villabuena del Bierzo, september 999) was van 982 tot aan zijn dood koning van Galicië en van 984 tot aan zijn dood koning van León. Hij behoorde tot het huis Asturië-León.

## Levensloop
Bermudo II was de buitenechtelijke zoon van koning Ordoño III van León en diens onbekende maîtresse.
In 982 werd Bermudo door ontevreden edelen geproclameerd tot tegenkoning van Galicië in oppositie tegen zijn neef, de feitelijke koning Ramiro III. Deze usurpatie wordt gewoonlijk gezien als een gevolg van de opeenvolgende dynastieke crises die in de jaren 950 waren begonnen. Op 15 oktober 982 werd hij in de Kathedraal van Santiago de Compostella gekroond. Nadat Ramiro III in 984 door ontevreden edelen was verdreven, werd Bermudo II in 984 eveneens koning van León.
Omdat Bermudo II in zijn eerste regeringsjaren weinig werd gesteund, riep hij de bescherming in van het kalifaat Córdoba. Zo was er heel wat onrust in het graafschap Castilië. De legers van Córdoba kwamen echter niet als bondgenoot maar als veroveraars, waardoor Bermudo II veel gebied verloor. Tussen november 991 en september 992 werd hij uit zijn koninkrijk verdreven door enkele ontevreden edelen. Hij werd al snel in zijn functie hersteld, waarna hij zich met zijn tegenstanders verzoende.
Bermudo heroverde Zamora op de Moren en in 987 slaagde hij erin hen volledig uit zijn gebieden te verdrijven. Later kwamen er vergeldingsacties van het kalifaat Córdoba: zo werd de stad Coimbra verwoest en werd de stad León belegerd en verwoest. Bij deze laatste actie moest Bermudo naar de stad Zamora vluchten. De Moren zetten hun veroveringen voort: in 996 veroverden ze Astorga en in 997 Santiago de Compostella.
Aan het einde van zijn leven leed hij aan jicht. In 999 verergerde deze ziekte, waardoor Bermudo II niet meer in staat was paard te rijden. Hierdoor moest hij zich als militair leider van de christenen in het noordwesten van Spanje voortaan laten verplaatsen in een draagstoel. In september 999 overleed Bermudo II in Villabuena del Bierzo, waarna hij werd begraven in het klooster van Carracedelo. Later werd zijn stoffelijk overschot overgebracht naar de San Isidorobasiliek in León.

## Huwelijk en nakomelingen
In 980 of 981 huwde Bermudo II met Velasquita Ramírez († rond 1035), wier afkomst onzeker is. Ze kregen een dochter:
- Christina (982-1051/1067), huwde met Ordoño Ramírez, zoon van koning Ramiro III van León

Omdat Velasquita er niet in slaagde om mannelijke nakomelingen te baren, liet Bermudo zich in 989 van haar scheiden. In november 991 hertrouwde hij met Elvira García (978-1017), dochter van graaf García I Fernandez van Castilië. Ze kregen drie kinderen:
- Alfons V (994-1028), koning van León
- Theresa
- Sancha

Daarnaast had Bermudo II nog drie buitenechtelijke kinderen:
- Elvira
- Pelayo
- Ordoño Bermúdez († 1042), huwde met Fronilde, dochter van graaf Pelayo Rodríguez.

## Voorouders
| Voorouders van Bermudo II van León (953-999) | Voorouders van Bermudo II van León (953-999)         | Voorouders van Bermudo II van León (953-999)         | Voorouders van Bermudo II van León (953-999)         | Voorouders van Bermudo II van León (953-999)         | Voorouders van Bermudo II van León (953-999) | Voorouders van Bermudo II van León (953-999) | Voorouders van Bermudo II van León (953-999) | Voorouders van Bermudo II van León (953-999) |
| -------------------------------------------- | ---------------------------------------------------- | ---------------------------------------------------- | ---------------------------------------------------- | ---------------------------------------------------- | -------------------------------------------- | -------------------------------------------- | -------------------------------------------- | -------------------------------------------- |
| Overgrootouders                              | Ordoño II van León (873-924) ∞ Elvira Menéndez (-)   | Ordoño II van León (873-924) ∞ Elvira Menéndez (-)   | Gutier Osóriz (-) ∞ Ildonzia Menéndez (-)            | Gutier Osóriz (-) ∞ Ildonzia Menéndez (-)            | ? (-) ∞ ? (-)                                | ? (-) ∞ ? (-)                                | ? (-) ∞ ? (-)                                | ? (-) ∞ ? (-)                                |
| Grootouders                                  | Ramiro II van León (900-952) ∞ Adosina Gutiérrez (-) | Ramiro II van León (900-952) ∞ Adosina Gutiérrez (-) | Ramiro II van León (900-952) ∞ Adosina Gutiérrez (-) | Ramiro II van León (900-952) ∞ Adosina Gutiérrez (-) | ? (-) ∞ ? (-)                                | ? (-) ∞ ? (-)                                | ? (-) ∞ ? (-)                                | ? (-) ∞ ? (-)                                |
| Ouders                                       | Ordoño III van León (926-956) ∞ ? (-)                | Ordoño III van León (926-956) ∞ ? (-)                | Ordoño III van León (926-956) ∞ ? (-)                | Ordoño III van León (926-956) ∞ ? (-)                | Ordoño III van León (926-956) ∞ ? (-)        | Ordoño III van León (926-956) ∞ ? (-)        | Ordoño III van León (926-956) ∞ ? (-)        | Ordoño III van León (926-956) ∞ ? (-)        |